# Ипская резня
Ипская резня состоялась в ночь на 14 сентября 1940 года в деревне Ип, жудец Сэлаж. Венгерские военные, которые дислоцировались в городе Шимлеу-Силванией, при поддержке организации Nemzetőrség убили 158 мирных жителей (румын).
Народный трибунал Клужа 13 марта 1946 года признал это «массовым убийством мирных жителей».
В 1990 году был установлен памятник жертвам резни, а румынские военные выпустили фильм для телевидения.